# Radoš Čubrić
Radoš Čubrić (nascido em 20 de janeiro de 1934) é um ex-ciclista iugoslavo, que disputou em duas provas do ciclismo de estrada nos Jogos Olímpicos de Verão de 1972.